# (33334) Turon
1998 VM4 (asteroide 33334) é um asteroide da cintura principal. Possui uma excentricidade de 0.03108870 e uma inclinação de 12.01867º.
Este asteroide foi descoberto no dia 11 de novembro de 1998 por ODAS em Caussols.